# Зона ахімси

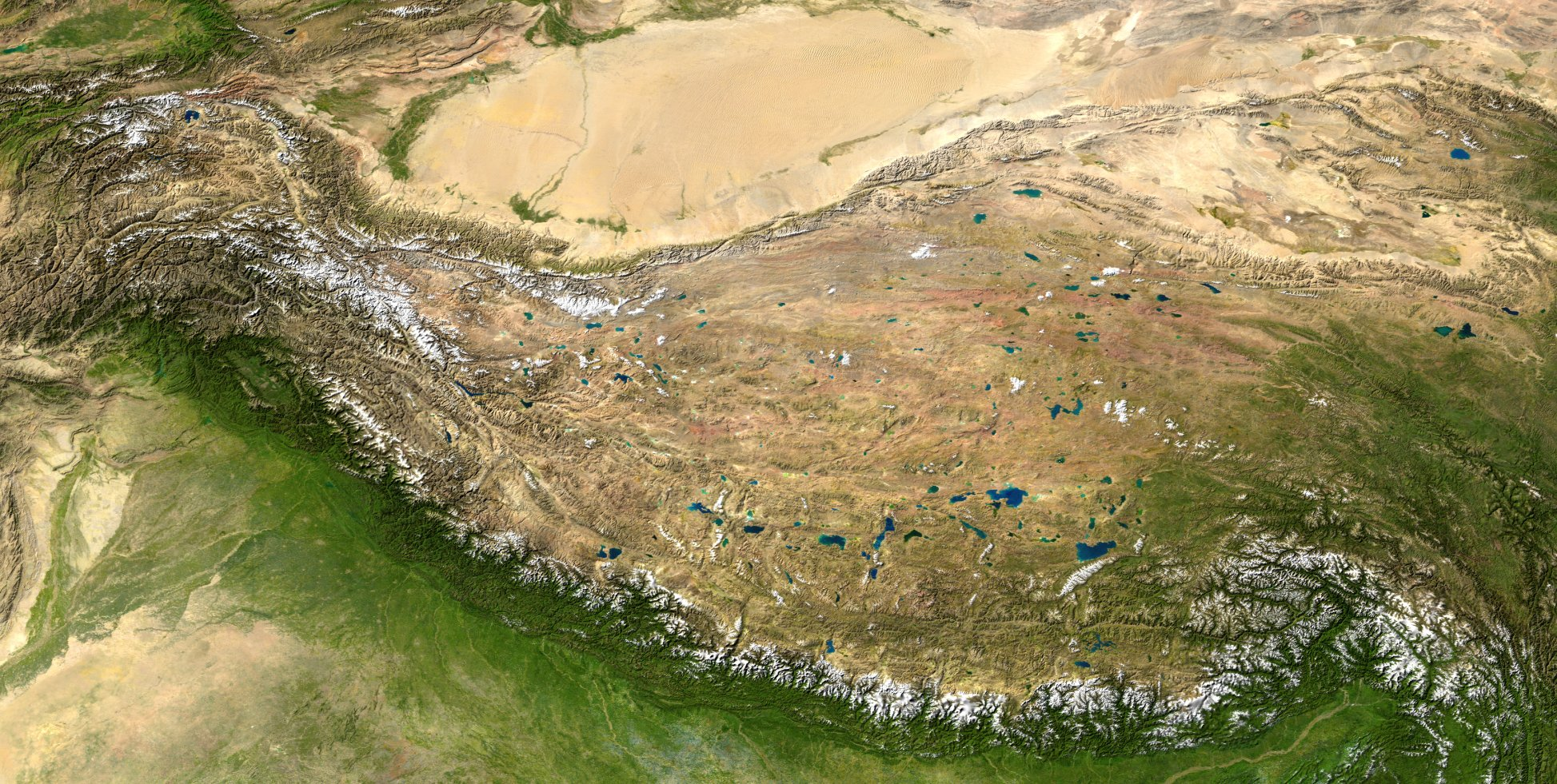
Супутниковий знімок району Тибету і Гімалаїв

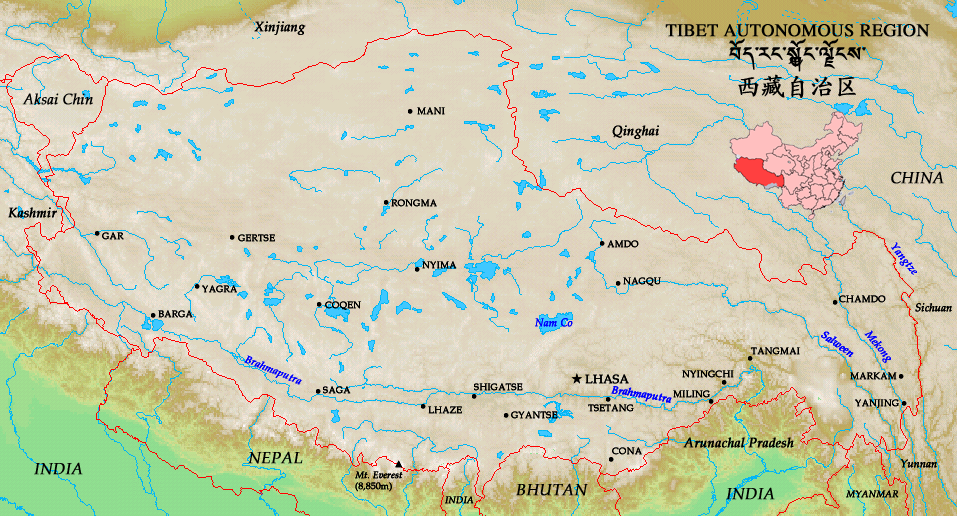
Карта Тибетського автономного району

Зона ахімси або Зона миру (англ. Zone of Ahimsa) — політична програма, запропонована Далай-ламою XIV у вересні 1987 року, яка полягає в розширенні «повністю демілітаризованої зони ненасильства, якою він пропонує зробити спочатку Тибет, й до розмірів земної кулі». Передбачається, що Тибет як зона миру буде звільнений від будь-яких видів зброї і буде місцем гармонійного співіснування людини і природи.
План Далай-лами XIV по відновленню миру і прав людини в Тибеті відомий також як метод «серединного шляху» (middle way). За його висунення Далай-лама XIV був удостоєний Нобелівської премії миру в 1989 році.

## План миру в Тибеті з п'яти пунктів (1987)
21 вересня 1987 року на тлі збільшеного інтересу до питання Тибету Далай-лама був запрошений виступити перед членами Конгресу США, де він представив План миру в Тибеті, який складався з п'яти пунктів (The Five Point Peace Plan) :
1. перетворення всього Тибету в зону миру;
2. відмова від політики переселення китайського населення до Тибету, що становить загрозу для самого існування тибетців як нації;
3. повага до засадничих прав людини і демократичних свобод, які є у тибетського народу;
4. відновлення та охорона навколишнього середовища Тибету і відмова від використання Китаєм Тибету для виробництва ядерної зброї і поховання ядерних відходів;
5. початок чесних переговорів про статус Тибету в майбутньому і відносинах між тибетським і китайським народами.

Перший пункт плану світу з Тибету звучав так : 
 Я пропоную перетворити весь Тибет, включаючи східні провінції Кхам і Амдо, в зону «ахімси» (термін на санскриті, що означає стан миру та ненасильства). Створення такої зони світу узгоджується з історичною роллю Тибету як мирної і нейтральної буддійської нації і буферної держави, яка розділяє великі держави континенту. 
 На думку Далай-лами, створення зони ахімси дасть можливість розвивати неагресивні взаємини між Індією і Китаєм, усунувши необхідність концентрації військової сили у своїх кордонів.
Далай-лама закликав перетворити Тибет в найбільший парк у світі зі строгими законами для захисту дикої природи, забороною на будівництво АЕС, стимулюванням мирних і екологічних ініціатив, заохоченням міжнародних і регіональних організацій із захисту прав людини.
Китайські вчені вважають пропозицію Далай-лами закликом до незалежності Тибету де-факто. 17 жовтня 1987 року китайський уряд відхилив план миру в Тибеті Далай-лами.

## Страсбурзька пропозиція (1988)
Відхилення плану миру, запропонованого Далай-ламою, викликало демонстрації всередині Тибету, які були швидко припинені. Новина про це поширилася світовими ЗМІ, викликавши нову хвилю інтересу до Тибету.
15 червня 1988 року Далай-лама XIV був запрошений виступити перед Європейським парламентом у Страсбурзі, де він представив опрацьований план миру з п'яти пунктів, зробивши основний акцент на правах тибетців жити вільно. 14 жовтня Європейський парламент видав резолюцію, висловивши своє занепокоєння з питання Тибету.

## Отримання Нобелівської премії миру. Порівняння з Махатмою Ґанді
У жовтні 1989 року Далай-лама XIV був удостоєний Нобелівської премії миру. Нобелівський комітет відзначив постійне протидію Далай-лами поширенню насильства та в боротьбі за звільнення Тибету від китайської окупації і його «конструктивні і далекоглядні пропозиції для вирішення міжнародних конфліктів, питань про права людини і глобальних екологічних проблем». Далай-лама вважається наступником ненасильницького підходу Махатми Ґанді, і Комітет розглядав вручення Нобелівської премії, в тому числі як підношення в пам'ять про індійську лідерку.
Далай-лама неодноразово говорив, що життя Махатми Ґанді надихає його. На думку оглядача Д. Радишевського, Далай-лама XIV є єдиним політиком в світі після Махатми Ґанді, здатним робити сьогодні народно-визвольний рух ненасильницьким.

## Серединний шлях
В інтерв'ю 2010 року Далай-лама описав «Серединний шлях» в питанні Тибету наступним чином: 
 Ми говоримо про «Серединний шлях». Ми незадоволені нинішньою політикою в Тибеті. Вона руйнівна для свободи віросповідання та культурної спадщини, а також вельми негативно позначається на стані навколишнього середовища. Але при цьому ми не прагнемо до відділення від Китаю, оскільки Тибет — це країна без виходу до моря, відстала в матеріальному відношенні. Все тибетці хочуть бачити модернізований Тибет. Тому залишатися в складі Китайської Народної Республіки — в наших інтересах, якщо ми хочемо матеріального розвитку. Але за умови, що нам буде надана значна автономія і самоврядування в питаннях культури, освіти, релігії, тобто в тих областях, з якими тибетці впораються краще. У цих питаннях вирішальне слово має бути за Тибетом. Ось що ми називаємо «Серединним шляхом». 
 Термін «серединний шлях» вживається за аналогією з однойменним поняттям з буддизму.